# Запаљење тестиса
Запаљење тестиса (лат. orhitis) је акутни или хронични инфламаторни процес мушке полне жлезде смештене у мошницама.Јавља се као изоловано хематогено запаљење или у склопу запаљења пасеменика (епидидимиса), са ширењем инфламаторног процеса на тестис, каналикуларно и локалном пропагацијом, па су промене поред ове две структуре присутне у оближњим органима (дуктус деференс и простата).
Клинички гледано запаљење тестиса се дели у две групе, на: неспецифични орхитис (код кога инфекција често утиче на тестис, епидидимис или обе структуре истовремено) и специфични орхитис (лат. orchitis tuberculosa).

## Релевантна анатомија
Теза или мушка полна жлезда је парни орган који се налази у мошницама (скротуму). У њему се стварају сперматозоида, а истовремено делује и као жлезда са унутрашњим лучењем хормона.  
Тестис има изглед бочно спљоштеног јајета, чија је уздужна оса, у примарном положају, усмерена дијагонално надоле и назад, димензије је 5 х 3,5 х 2,5 cm, а просечна тежина је око 20 грама.
На њему се разликују две стране, спољашња и унутрашња  и две ивице, предња и задња чији спољашњи, шири део покрива пасеменик (епидидимис), а унутрашњи део представља хилус тестиса, дуж којег артерије и нерви улазе у жлезду, а излазе вене тетстиса. Горњи пол семеника покривен је главом пасеменика. 
Доњи стуб је причвршћен за дно скротума везивном еластичниом врпсцом, названом скротална врпца која представља остатак губернакулума.

## Етиологија
Запаљење тестиса може да узрокује велики број различитих бактерија и вируса. Најчешће се јавља удружен са епидидимитисом (тада носи назив епидидимоорхитис". Епидидимитис је обично бактеријског порекла. Најчешћи патоген је Neisseria gonorrhoeae код мушкараца старости 14-35 година, а Escherichia coli је најчешћи узрочник код дечака млађих од 14 година и мушкараца старијих од 35 година. Од бактерија узрочници запаљење тестиса могу бити и Klebsiella pneumoniae, Pseudomonas aeruginosa, Staphylococcus и Streptococcus.
Запаљење тестиса може бити последица полно преносивих болести као што су хламидија и гонореја.
Вирусни орхитис је најчешће узрокован мумпс вирусом (узрочник заушки), али може бити узрокован и неспецифичним инфламаторним процесом у тестисима. Приближно 20% пацијената у препубертетском периоду (млађих од 10 година) са заушкама развија орхитис. Пре редовне вакцинације, ово стање се виђало много чешће. 
Једнострана атрофија тестиса јавља се код 60% пацијената са орхитисом. Стерилитет је ретко последица једностраног орхитиса. Упркос неким анегдотским извештајима, мало доказа подржава повећану вероватноћу развоја тумора тестиса након епизоде орхитиса. 
Запаљење тестиса се јавља у 2 - 20% болесника са бруцелозом. 
Пријављено је да пацијенти са ослабљеним имунитетом имају орхитис који је зазван следећим етиолошким агенсима:  Mycobacterium avium complex, Cryptococcus neoformans, Toxoplasma gondii, Haemophilus parainfluenzae,и Candida albicans.
Орхитис може имати и неинфективну етиологију. Јавља се код 12-19% мушкараца са Бехчетовом синдромом , обично са тежим обликом обољењем.
Пријављен је и епидидимоорхитис изазван амиодароном.

### Фактори ризика
Фактори ризика су:
- године старости (изнад 45 година),
- рекурентне инфекције уринарног тракта,
- оперативни захвати на генитоуринарном тракту,
- дугогодишње коришћење катетера,
- велики број сексуалних партнера,
- ризично сексуално понашање.

## Клиничка слика
Од симптома у клиничкој слици запаљење тестиса доминирају:
- оток тестиса,
- црвенило,
- осећај тежине у тестисима,
- бол у препонама и тестисима,
- раздражљивост,
- дизурија (бол при мокрењу),
- повишена телесна температура,
- бол при ејакулацији,
- присуство крви у сперми.

Симптоми орхитиса обично се јављају неколико дана након паротитиса. Изоловани бактеријски орхитис је још ређи и обично је повезан са истовременим епидидимитисом ; јавља се код сексуално активних мушкараца старијих од 15 година или код мушкараца старијих од 50 година са бенигном хипертрофијом простате (БПХ). Симптоми изолованог орхитиса обично се спонтано повлаче за отприлике 3-10 дана, док ће епидидимитис обично нестати у сличном временском оквиру након почетка терапије антибиотиком.

## Дијагноза
Дијагноза запаљење тестиса  се поставља на основу анамнезе, клиничке слике, објективног прегледа, прегледа мокраће, уринокултуре, крвне слике, ултразвука. 
Физички преглед тестиса открива следеће:
- повећање тестиса,
- индурацију тестиса,
- еритематозну и едематозну кожу скротума,
- увећани епидидимис повезан са епидидимоорхитисом

Приликом ректалног прегледа налази се мекана простата (простатитис), често удружена са епидидимоорхитисом. 
Орхитис код заушки се јавља једнострано у 70% случајева док је у 30% случајева захваћен контралатерални  тестис након 1-9 дана. Остали налази укључују паротитис и грозницу
Сонографијом се може утврдити да ли постоји унилатерални или билатерални орхитис.
Пацијенте са сумњом на полно преносиву болест треба упутити венерологу или локалном здравственом одељењу ради тестирања на ХИВ.

## Диференцијална дијагноза

### Дијагнозе у разматрању
Торзија тестиса је главна диференцијална дијагноза. Пацијенти са торзијом тестиса обично имају нагли бол у скротуму, док они са епидидимоорхитисом имају постепенији почетак бола. Торзија тестиса је ретка код пацијената старијих од 35 година. 
Акутни скротални бол код дечака у препубертетском периоду најчешће се јавља због торзије додатака тестиса, процеса који може клинички да опонаша торзију тестиса или епидидимоорхитис. 

### Диференцијалне дијагнозе
- Акутни епидидимитис
- Херније
- Торзија тестиса у хитној медицини

## Терапија
Симптоми изолованог орхитиса обично се спонтано повлаче за отприлике 3-10 дана, док ће епидидимитис обично нестати у сличном временском оквиру након почетка терапије антибиотиком. 
Када је узрочник бактерија ординирају се антибиотици. У случају гонореје и хламидије неопходно је истовремено лечење оба партнера. 
Могу се применити и аналгетици и антиинфламаторни лекови. Када је узрочник вирус дају се само аналгетици.
Пацијентима се поред медикаментозне терапије препоручује се и потпорна терапија којаукључује следеће:
- мировање
- подршку скротума
- хладни облози за аналгезију.

Подизање скротума и постављање леда на захваћени тестис су специфичне мере подрђке које треба препоручити пацијенту са орхитисом. Пацијент треба да стави мали јастук или пешкир између ногу да подигне скротум и ставља лед на захваћени тестис 10-15 минута, 4 пута дневно. Све док бол не нестане бол препоручује се одмор са елевацијом скротума и хладним облогама.